# Mi camino es amarte
Mi camino es amarte es una telenovela mexicana producida por Nicandro Díaz González para TelevisaUnivision, en el 2022. La telenovela es una versión de la historia chilena de 2016 creada por Vicente Sabatini, El camionero, siendo desarrollada por Juan Carlos Alcalá. Se estrenó a través de Las Estrellas el 7 de noviembre de 2022 en sustitución de Vencer la ausencia, y finalizó el 12 de marzo de 2023 siendo reemplazado por Pienso en ti.
Esta protagonizada por Susana González y Gabriel Soto, junto con Mark Tacher, Ximena Herrera y Sara Corrales en los roles antagónicos.

## Trama
Guillermo Santos Pérez (Gabriel Soto) es un hombre de valores que se gana la vida conduciendo su tractocamión. Además de ser un hombre cariñoso con su familia, busca formar un hogar con Úrsula (Sara Corrales), una mujer a la que acaba de proponerle matrimonio y que trae arrastrando un oscuro pasado.
Cuando sus planes de vida iban marchando en orden, Olivia (Claudia Álvarez), su exnovia que se encuentra al borde de la muerte, le confiesa que tuvieron una hija, Isabella (Camille Mina) y le pide que la encuentre en casa de Daniela Gallardo (Susana González) y Fausto Beltrán (Mark Tacher), los padres adoptivos de Isabella. Guillermo, dispuesto a conocer a Isabella, va a la casa de los Beltrán a encontrarse con su hija, donde lo confunden con la nueva asistente de Daniela, una exitosa paisajista que no ha podido cumplir su sueño de llevar un niño en su vientre.
En el primer encuentro que Guillermo tiene con Isabella, él experimenta una conexión que en él hace despertar el sentimiento que todo hombre puede sentir, el amor de padre e hija.
Guillermo decide trabajar con Daniela para estar cerca de Isabella, mientras confirma con una prueba de ADN que él es su padre. Gracias a la convivencia diaria, Guillermo se convierte en el confidente de Daniela y es así como descubre la soledad que ella vive en su matrimonio y que su única razón de ser en la vida es Isabella.
Con el paso del tiempo Daniela y Guillermo comienzan a enamorarse, pero deciden callar sus sentimientos para respetar los compromisos con sus parejas. Ambos enfrentarán un viaje lleno de obstáculos, con la promesa de que un día recorrerán junto a Isabella los caminos del amor.

## Reparto
Una primera lista se publicó el 18 de julio de 2022 en la página web oficial de Las Estrellas, mientras que el 23 de agosto de 2022 se publicó los últimos nombres a través de la página web de la sala de prensa de TelevisaUnivision.

### Principales
- Susana González como Daniela Gallardo
- Gabriel Soto como Guillermo «Memo» Santos Pérez
- Mark Tacher como Fausto Beltrán
- Ximena Herrera como Karen Zambrano
- Sara Corrales como Úrsula Hernández
- Mónika Sánchez como Amparo Santos Pérez
- Sergio Reynoso como Humberto Santos
- Leonardo Daniel como Eugenio Zambrano
- Fabián Robles como Aarón Peláez
- Alfredo Gatica como César Ramírez
- Camille Mina como Isabella Beltrán Gallardo
- André Sebastián González como José María «Chema» Hernández Santos
- Ara Saldívar como Jesusa «Chuchita» Galván
- Julián Figueroa como Leonardo Santos Pérez
- María Prado como Nélida
- Araceli Adame como Berenice García
- Karla Esquivel como Gabriela «Gaby» Hernández
- Rodrigo Brand como Juan Pablo «Juanpa» Gallardo
- Diana Haro como Guadalupe «Lupita» Hernández
- Carlos Said como Sebastián Zambrano
- Alberto Estrella como Macario Hernández

### Recurrentes e invitados especiales
- Claudia Álvarez como Olivia Lugo[7]
- Mónica Pont como Claudia Altamirano
- Archie Lafranco como Jorge Altamirano
- Marco Uriel como el Dr. Óscar Villalba
- Ingrid Martz como Martina Pérez de Santos[8]
- Nicole Curiel como Estefanía Maldonado
- Rosa Gloria Chagoyán como Lola la Trailera

## Episodios
| N.º | Título                                           | Fecha de emisión original | Audiencia (millones) |
| --- | ------------------------------------------------ | ------------------------- | -------------------- |
| 1 | «Virgen santísima… ¡tengo una hija!»             | 7 de noviembre de 2022    | 3.2                  |
| Daniela busca la ayuda de su esposo porque su automóvil se descompuso, pero Fausto no puede porque está en la cama con otra mujer. Memo llega a casa y se lleva una sorpresa al descubrir que su familia celebra un año más de vida. Memo tiene una inesperada visita para informarle del deceso de Olivia, pero esto no es todo, ya que recibe una carta en la que le aseguran tuvo una hija de él. Memo llega a casa de Daniela a buscar a su hija y se ven por primera vez, pero ella lo confunde con su asistente y le pide llevarla. Daniela necesita ir por su hija a la escuela y Memo se ofrece a llevarla para así propiciar el encuentro con la menor. |                                                  |                           |                      |
| 2 | «Pecar de inocente»                              | 8 de noviembre de 2022    | 3.6                  |
| Memo por fin conoce a Isabella y hace todo lo posible por causar una buena impresión, hecho que logra con el regalo que tiene él para la menor. Gaby y Lupita llegan a su cita con Juanpa y Sebastián, pero se sale de control con una pelea. Úrsula estalla con Memo por haberla dejado plantada. Tras una discusión con su sobrina, Macario le advierte a Úrsula con arruinar su futuro con Memo al revelar que es casada. Daniela está decepcionada de Fausto, luego de que su esposo se quedó dormido en la noche romántica que había preparado. Memo trata de consolar a Daniela, pero Isabella cree que su mamá corre peligro. |                                                  |                           |                      |
| 3 | «Como la sal y pimenta»                          | 9 de noviembre de 2022    | 3.5                  |
| Fausto le deja claro a Karen que no soporta su matrimonio con Daniela, pero tendrá que aguantarse hasta recibir la herencia de su padre. Memo nota la tristeza de su jefa y la lleva a un lugar especial, ahí, aniela le confiesa la crisis por la que pasa en su matrimonio. Úrsula llega por la camioneta de Daniela y sorprende a Memo con un efusivo abrazo, pero no puede evitar sentir celos de la jefa de su novio. Memo se acerca a Isabella para regalarle su telescopio y confesarle que él no le hizo nada a su mamá, razón por la que vuelven a ser amigos. |                                                  |                           |                      |
| 4 | «¡Se ven fabulosos juntos!»                      | 10 de noviembre de 2022   | 3.1                  |
| Memo le confiesa a Úrsula que irá a una cena de trabajo con Daniela y esto desata los celos de Úrsula. Memo cautiva a Daniela al aparecer listo para la cena que tienen juntos, pero el proyecto que tienen con sus clientes resulta todo un éxito gracias a Memo. Después de la cena, Memo y Daniela disfrutan de las estrellas, pero él le asegura a su jefa que es una mujer muy especial. Chema disfruta de la tarde jugando con sus amigos, pero al tratar de recuperar el balón, corre peligro de perder la vida a punto de ser arroyado por un tráiler. |                                                  |                           |                      |
| 5 | «¿Qué te está dando esa mujer?»                  | 11 de noviembre de 2022   | 3.2                  |
| Chema intenta recuperar el balón que cayó sobre la carretera, pero corre peligro de ser atropellado por un tráiler; sin embargo, Úrsula logra verlo y salvarlo de una tragedia. Fausto y Karen están a punto de ser sorprendidos por Daniela mientras se besan, además, Daniela defiende a Memo de los insultos de Fausto, él está celoso. Memo se decide a pasar unos días junto a Úrsula y alejados de todos, pero los planes se ven interrumpidos por una llamada de Daniela, por lo que le confiesa a Úrsula que tienen que volver de su viaje por trabajo y ella lo cuestiona sobre si está interesado en su jefa. Úrsula enfurece y huye de la cabaña. |                                                  |                           |                      |
| 6 | «¡Eres mi esposa!»                               | 14 de noviembre de 2022   | 3.5                  |
| 7 | «Memo es indispensable para mí»                  | 15 de noviembre de 2022   | 3.6                  |
| 8 | «Puede contar conmigo siempre»                   | 16 de noviembre de 2022   | 3.3                  |
| 9 | «¡Soy una adoptada!»                             | 17 de noviembre de 2022   | 3.6                  |
| 10 | «Me cansé de ser tu amante»                      | 18 de noviembre de 2022   | 3.4                  |
| 11 | «¡Qué noche!»                                    | 21 de noviembre de 2022   | 3.1                  |
| 12 | «Tu peor pesadilla»                              | 22 de noviembre de 2022   | 3.2                  |
| 13 | «Usted me salvó»                                 | 23 de noviembre de 2022   | 3.5                  |
| 14 | «La sangre llama»                                | 24 de noviembre de 2022   | 3.4                  |
| Lupita llega a casa de Sebastián para ayudarlo con su rehabilitación, pero es sorprendida para realizar sus prácticas profesionales en un bufete de abogados. Fausto finge jugar con Isabella y le pide que busque a Memo para que consiga su celular. La menor accede, pero más tarde descubre que solo lo hizo para borrar toda evidencia de la infidelidad de Fausto. Amparo por error escucha a Memo hablar sobre su hija y al encararlo descubre que Isabella es miembro de la familia Santos. Fausto y Karen aprovechan que Daniela se encuentra lejos del despacho para vivir un tórrido momento, pero por poco los descubren. Úrsula escucha parte de la conversación entre Memo y Amparo en donde hablan del secreto del joven Santos, razón por la que enfrenta a su prometido. |                                                  |                           |                      |
| 15 | «Nadie toca lo que es mío»                       | 25 de noviembre de 2022   | 3.6                  |
| Daniela se decepciona de saber que Úrsula acompañará a Memo a Acapulco, pero la cosa empeora cuando Fausto decide ir con ellas de último momento. En Acapulco, Úrsula presume a Daniela los planes que tiene con respecto a su boda con Memo; logra dar en su punto débil al confesar quién le hará el vestido de novia. Al ver que ninguno soporta a la pareja del otro, Úrsula propone a Fausto trabajar juntos para terminar de una vez por todas con esa amistad, pero Fausto se rehúsa a aceptar que necesita su ayuda. Con el trato hacia Chema e Isabel, Úrsula se da cuenta de que Memo sería un gran padre y lo presiona para que se conviertan en padres pronto después de la boda. |                                                  |                           |                      |
| 16 | «Apiádate de nuestro dolor»                      | 28 de noviembre de 2022   | 3.5                  |
| Memo busca a Daniela para confesarle toda la verdad sobre Isabella, pero un repentino accidente de la menor cambiará todo; Fausto enfurece al ver a Daniela acompañada de Memo en el hospital. El médico de Isabella sale para revelarle a sus papás que el estado de la menor es delicado. Karen logra entrar a la habitación de Isabella y confiesa lo mal que lo ha pasado por culpa de la menor, ya que no puede ser feliz al lado de Fausto, por lo que pierde el control y pretende acabar con la vida de su ahijada. Karen es descubierta por una de las enfermeras del hospital y arruina los planes de acabar con la menor. A esto se le suma la relación cercana entre Daniela y Fausto, razón por la que no puede controlar sus celos. |                                                  |                           |                      |
| 17 | «Gracias a ti mi hija está viva»                 | 29 de noviembre de 2022   | 3.4                  |
| Sebastián está arrepentido de lo que le hizo a Lupita y para recuperar su confianza tiene un plan, motivo por el que decide buscarla. Memo entra a la habitación de Isabella y le pide que luche por su vida, ella tiene un extraño sueño en el que aparece su abuela Martina. Karen sorprende a Fausto en su habitación, pero él le pide que se vaya porque necesita estar al lado de Daniela y pone fin a su relación. El estado de salud de Isabella mejora luego de que despierta del coma, la felicidad invade a Memo y a Daniela al grado de besarse. |                                                  |                           |                      |
| 18 | «No puedo olvidar ese beso»                      | 30 de noviembre de 2022   | 3.5                  |
| 19 | «Estoy empezando a sentir algo por él»           | 1 de diciembre de 2022    | 3.1                  |
| 20 | «Esto se pone color de hormiga»                  | 2 de diciembre de 2022    | 3.2                  |
| 21 | «¡No vamos a vender!»                            | 5 de diciembre de 2022    | 3.4                  |
| 22 | «No quiero volverte a ver»                       | 6 de diciembre de 2022    | 3.1                  |
| 23 | «Me voy a volver loco»                           | 7 de diciembre de 2022    | 3.3                  |
| 24 | «Lo peor que le pudo pasar a la familia»         | 8 de diciembre de 2022    | 3.4                  |
| 25 | «La familia está en juego»                       | 9 de diciembre de 2022    | 3.0                  |
| 26 | «Vengo a pedirte que regreses»                   | 12 de diciembre de 2022   | 2.9                  |
| 27 | «El mundo no es un cuento de hadas»              | 13 de diciembre de 2022   | 3.6                  |
| 28 | «¡Memo es el papá de Isabella!»                  | 14 de diciembre de 2022   | 3.3                  |
| 29 | «Me has estado engañando»                        | 15 de diciembre de 2022   | 3.4                  |
| 30 | «Quiere quitarnos a nuestra hija»                | 16 de diciembre de 2022   | 3.2                  |
| 31 | «Una declaración de guerra»                      | 19 de diciembre de 2022   | 3.1                  |
| 32 | «Pelea por tu hija»                              | 20 de diciembre de 2022   | 3.1                  |
| 33 | «Tengo que olvidar mis sentimientos»             | 21 de diciembre de 2022   | 3.1                  |
| 34 | «Juntos iniciemos esta batalla»                  | 22 de diciembre de 2022   | 3.1                  |
| 35 | «En esta vida todo se paga»                      | 23 de diciembre de 2022   | 2.8                  |
| 36 | «Nunca debí enamorarme de ti»                    | 26 de diciembre de 2022   | 3.0                  |
| 37 | «Hay que poner tierra entre los dos»             | 27 de diciembre de 2022   | 3.4                  |
| 38 | «No me vas a quitar lo que más amo»              | 28 de diciembre de 2022   | 3.0                  |
| 39 | «Los declaro marido y mujer»                     | 29 de diciembre de 2022   | 3.5                  |
| 40 | «La noche de bodas se echó a perder»             | 30 de diciembre de 2022   | 3.3                  |
| 41 | «¡Isabella nunca conocerá a su padre!»           | 2 de enero de 2023        | 3.3                  |
| Karen le cuenta a Daniela y Fausto sobre sus planes junto a Aarón, pero esto provoca los celos en el esposo de Daniela. Daniela cita a Memo para hablar de Isabella, pero Fausto se opone por completo a que la menor sepa la verdad de su padre biológico. Daniela cita a Memo para hablar de Isabella, pero Fausto se opone por completo a que la menor sepa la verdad de su padre biológico. Daniela y Fausto discuten sobre Isabella, pero este último no mide sus insultos, por lo que JuanPa decide ponerle un alto. Tras la partida de JuanPa, Fausto insiste en evitar que Isabella sepa que Memo es su padre porque no está a su altura. |                                                  |                           |                      |
| 42 | «¿Estás enamorada de Memo?»                      | 3 de enero de 2023        | 3.5                  |
| Sebastián le pide a Lupita que sea su novia, pero ella lo rechaza. Macario descubre que César planea vender al hijo de Úrsula y le propone aliarse. César acepta el trato de Macario para robar el hijo de Úrsula. Fausto se ofrece a dejarle el camino libre a Aarón con Karen, si él acepta matar a Memo. Fausto queda sorprendido con la decisión de Daniela de tomarse un tiempo en su relación y a la hora de cuestionarla, ella admite que no lo ama, desatando los celos de Fausto porque cree que la culpa es de Memo. Sebastián le declara su amor a Lupita en medio de la escuela. Fausto arremete en contra de Karen, por provocar que Daniela quiera separarse de él. |                                                  |                           |                      |
| 43 | «Quiero conocer a mi otro papá»                  | 4 de enero de 2023        | 3.4                  |
| Karen quiere vengarse de Fausto por asegurarle que nunca se casará con ella, a pesar de que se ha separado de Daniela. Fausto le pide a Aarón que mate a Memo, Aarón se niega pero le da a Fausto un arma para que lo haga él mismo, después, decide amenazar a Aarón, pero Aarón le dice que le revelará todos sus secretos. Isabella pide a sus padres que busquen a su padre biológico y Fausto acepta. Aarón le propone matrimonio a Karen, dejándola sorprendida. Karen se niega a ser la esposa de Aarón, pero le propone aliarse con él para acabar con Fausto por todo lo malo que les ha hecho. |                                                  |                           |                      |
| 44 | «Daniela siempre va a formar parte de mi vida»   | 5 de enero de 2023        | 3.4                  |
| Fausto accede a contarle a Isabella la verdad sobre su padre biológico a cambio de que Daniela se olvide del divorcio. Memo llega a su cita con Daniela para hablar del futuro de Isabella y son sorprendidos por Úrsula en medio de un abrazo. Úrsula siente celos y abofetea a Daniela. Memo advierte a Úrsula que siempre estará atado a Daniela porque es la madre de Isabella. Luego de una fuerte discusión con Memo, Úrsula comienza a sufrir dolores. |                                                  |                           |                      |
| 45 | «Peligro en el camino»                           | 6 de enero de 2023        | 3.1                  |
| Tras la discusión con Úrsula, Daniela está convencida de que Memo no es para ella. Fausto llega a la constructora y descubre que Aarón es el nuevo socio, pero su enfado aumenta cuando se entera de que tiene más poder que él. César se esconde en el remolque y hiere a Memo. César persigue a Memo cuando se da cuenta de que no pudo matarlo, pero en medio de la pelea, un vaso atraviesa el cuello de César y muere desangrándose al instante. |                                                  |                           |                      |
| 46 | «Matar dos sapos de una pedrada»                 | 9 de enero de 2023        | 3.6                  |
| Úrsula llega al hospital y Memo le revela que César fue la persona que lo asaltó y que perdió la vida en medio del robo, dejándola completamente sorprendida. Daniela interrumpe un momento romántico entre Memo y Úrsula para entregarle un dibujo de Isabella, lo cual, provoca los celos Úrsula. Memo no puede dejar de pensar en su hija y sin imaginarlo, recibe una emotiva sorpresa por parte de Isabella, quien aparece repentinamente en su casa. Úrsula enfrenta a Fausto por haber intentado arrebatarle la vida a Memo, dejando en claro que si él no cumple podría mostrar la grabación en la que confiesa su culpabilidad. |                                                  |                           |                      |
| 47 | «Me muero sin ella»                              | 10 de enero de 2023       | 3.2                  |
| Aarón llega por sorpresa a casa de Karen, mismo lugar en el que se encuentra Fausto pasando un momento íntimo junto a la hija de Eugenio Zambrano. Daniela no puede dejar de pensar en las palabras que Memo le dijo a Úrsula en el hospital y esto provoca una distracción mientras manejaba su automóvil que podría arrebatarle la vida. Daniela llama por error a Memo luego de su accidente, pero él no duda en ir a rescatarla. Fausto llega al hospital y tras encontrarse con Memo lo cuestiona sobre si tiene una relación íntima con su esposa. |                                                  |                           |                      |
| 48 | «Vas a saber de lo que soy capaz»                | 11 de enero de 2023       | 3.9                  |
| Juan Pablo visita a su hermana por el accidente que sufrió, pero luego de una serie de palabras, enfrenta a Fausto por no cumplir con su palabra e irse de la casa en la que vive Daniela. Úrsula llama a Daniela para reclamarle porque piensa que quiere llamar la atención de Memo y termina amenazándola. Todo transcurre con normalidad en la vida de Úrsula, pero la imagen de César aún persiste en su mente y no puede dejar de pensar en él. Fausto intenta reconquistar a Daniela, el la toma por la fuerza pero son observados por Karen. |                                                  |                           |                      |
| 49 | «Un amor imposible»                              | 12 de enero de 2023       | 3.5                  |
| Daniela impide que Fausto la siga besando, y más tarde, le confirma a Karen que dejó de amar a su esposo por un amor imposible como Memo. Macario pierde el control al ver a su esposa abrazada de Eugenio y esto desata sus celos, al grado de llegar a los golpes. Memo enfrenta a su esposa por haber amenazado a Daniela y meterlo en problemas, al grado de no poder ver más a su hija. Luego del escándalo que provocó en la fonda, Macario intenta disculparse con Amparo, pero ella no cree más en su palabra y lo corre del negocio. |                                                  |                           |                      |
| 50 | «El momento adecuado»                            | 13 de enero de 2023       | 3.2                  |
| Karen está segura que Daniela se enamoró perdidamente de Memo y ella lo reconoce, pero no se imaginan que todo esto lo escucha Chuchita. Isabella descubre que Memo está en su casa y le pide su ayuda para encontrar a su verdadero padre; Úrsula comenta que es lo mejor para contar la verdad, pero Memo se contiene. Karen le revela a Daniela lo que pasó entre Fausto y Gaby, Fausto las escucha y pone un alto pero también pone en duda que es el accionista minoritario de la empresa. Karen, le asegura a Fausto que Daniela podría divorciarse a pesar de que él se oponga, pero Fausto no quiere perder su herencia y afirma que prefiere quedar viudo. |                                                  |                           |                      |
| 51 | «Tenemos que contarle la verdad»                 | 16 de enero de 2023       | 3.6                  |
| Daniela, le pide a Fausto que visiten a la psicóloga de Isabella porque se acerca el día de contarle la verdad a su hija, pero Fausto pone cualquier pretexto para evadirlo. Karen ve sospechoso el comportamiento de su padre con Amparo y por eso lo interroga sobre sus sentimientos hacia esta mujer. Eugenio no puede negarlo y reconoce que le gusta Amparo. Macario, visita a Amparo en la fonda para asegurarle que la dejará libre para que vuelva a hacer su vida con Eugenio, si así lo quiere. Macario se comunica con las personas que comprarán al hijo de Úrsula y además de informarles de la muerte de César, aprovecha para cerrar el trato. |                                                  |                           |                      |
| 52 | «Me siento tan deshonesta»                       | 17 de enero de 2023       | 3.3                  |
| Fausto revela en la junta directiva que Aarón le vendió parte de sus acciones. Karen encara a Aarón por lo que hizo con Fausto y cree que todo es un plan para arruinarle la vida. Karen exhibe a Fausto frente a Daniela y es sobre el secreto de Isabella. Fausto le pide a Daniela que le confiesa las razones por las que le ocultó sobre el beso a Memo. Daniela confronta a Karen porque cree que ella le reveló a Fausto del beso con Memo y Karen le confiesa a Daniela que se va a vivir a Europa, esto provoca la furia de Fausto. |                                                  |                           |                      |
| 53 | «Este amor nos hace daño»                        | 18 de enero de 2023       | 3.6                  |
| Fausto llama a Karen y le pide que no se vaya, ella pone un alto a su relación y decide abandonarlo. Ana María cuestiona a Memo y Daniela sobre si hay una relación entre ellos, además, cree que no es el momento adecuado para contarle la verdad a Isabella. Después de esto, Daniela y Memo deciden poner fin a su relación. Memo llega a casa y le revela a Úrsula lo que ocurrió con la psicóloga de Isabella, pero Úrsula lo enfrenta porque cree que se trata de la relación que tiene con Daniela. |                                                  |                           |                      |
| 54 | «Necesito que lo odie»                           | 19 de enero de 2023       | 3.6                  |
| Fausto le informa a Daniela que investigó el pasado de Memo y le confiesa que el transportista abandonó a la madre biológica de Isabella y él dio en adopción a la menor. Isabella escucha la plática de sus padres y los cuestiona sobre lo que acaba de escuchar, pero Daniela le informa que se trata de un plan vacacional que tienen en familia. Gaby y Lupita se entera de que su padre está saliendo con otra mujer y no tardan en confrontarlo, dejándolo sin palabras. Daniela busca saber si lo que le dijo Fausto es verdad y asiste al reclusorio para salir de dudas. |                                                  |                           |                      |
| 55 | «¡No te vas a llevar a mi hija!»                 | 20 de enero de 2023       | 3.4                  |
| Daniela va a la prisión y después de hablar con la mujer con la que Olivia compartió celda, se da cuenta de que Fausto le dijo la verdad. Amparo va al departamento de Macario y lo encuentra en la cama con otra mujer. Después de hablar con Fausto, Daniela llega a la escuela de Isabella y la ve en la camioneta de Memo, lo que le hace pensar que se la quiere llevar. |                                                  |                           |                      |
| 56 | «Soy tu papá de verdad»                          | 23 de enero de 2023       | 3.5                  |
| Daniela le confiesa a JuanPa que se enamoró de Memo, pero dejó de creer su palabra porque él le mintió sobre su paternidad. Memo y la familia Santos se reúnen con un abogado para saber si hay algo que hacer para reencontrarse con Isabella, pero todo se complica. Memo llega al aeropuerto y al ver que Daniela y Fausto se llevan a su hija, no le queda más remedio que confesarle a Isabella que él es su verdadero padre. Memo está dispuesto a luchar por Isabella, aunque eso signifique enfrentarse a Daniela. |                                                  |                           |                      |
| 57 | «¿Por qué me mintieron?»                         | 24 de enero de 2023       | 3.6                  |
| Luego de recibir el regalo de Macario, Amparo lo confronta, lo echa de la casa y le dice que le pedirá el divorcio. Daniela reaparece con Isabella en el restaurante de Martina, Isabella quiere saber por qué le ocultaron durante tanto tiempo que Memo era su verdadero padre. Daniela le advierte a Memo que verá a Isabella solo con su autorización o la de Fausto, por la mentira sobre la muerte de Olivia. Memo advierte a Daniela que luchará por la custodia de Isabella. |                                                  |                           |                      |
| 58 | «No te voy a querer nunca»                       | 25 de enero de 2023       | 3.7                  |
| Isabella escucha la conversación de sus padres en la que Daniela asegura que Memo emprenderá acciones legales para separarlos de ella. Memo conoce a Isabella en la competencia de JuanPa, pero ella lo rechaza. Macario sorprende a la familia Santos al aparecer públicamente con Yolanda, su nueva novia, esto provoca que Lupita se decepcione de él. |                                                  |                           |                      |
| 59 | «Yo siempre te amaré»                            | 26 de enero de 2023       | 3.6                  |
| Memo no pierde la oportunidad y busca una vez más a Isabella, pese a que Fausto se opone, la menor acepta hablar con su padre. Entre lágrimas, Memo acepta que Isabella debe estar con sus padres adoptivos y le asegura que no insistirá más para verla hasta que ella lo decida. Macario recibe una llamada en la que planea todo para arrebatarle su hijo a Úrsula, a cambio de una suma de dinero. Amparo, se lleva una sorpresa al llegar a la firma de su divorcio y es que Macario quiere la mitad de los terrenos del paradero. |                                                  |                           |                      |
| 60 | «¿Qué clase de monstruo crees que soy?»          | 27 de enero de 2023       | 3.9                  |
| Fausto insiste en conseguir su fortuna como sea, incluso podría a arrebatarle la vida a Daniela y eso se lo asegura a Aarón. Daniela enfrenta a Memo por lo que supuestamente hizo con Olivia, pero él desconoce por completo esta situación. Memo le asegura a Daniela que él jamás le hizo daño a Olivia y no sería capaz de dar en adopción a su hija. Daniela duda en un principio, pero más tarde cree en la versión de Memo y quieren averiguar lo que realmente pasó con la mamá de Isabella. Daniela recupera el tiempo al lado de Memo y le confiesa que fue un error no haber aclarado la situación de Olivia desde antes. |                                                  |                           |                      |
| 61 | «¡Amigos para siempre!»                          | 30 de enero de 2023       | 3.6                  |
| Daniela y Memo quieren hacer lo mejor para Isabella, pero tienen que dejar a un lado su relación para ser amigos. Sebastián, se lleva una sorpresa con la presencia de Estefanía, la cual, podría arruinar su relación con Lupita. Grace no soporta las malas actitudes de Estefanía hacia ella y las hermanas Santos, por lo que pierde el control al arrojarle una bebida. Luego del escándalo que provocó Estefanía, Lupita le reclama a Sebastián por haber provocado este momento. |                                                  |                           |                      |
| 62 | «¡Me dijo papá!»                                 | 31 de enero de 2023       | 3.8                  |
| Fausto llega a la parada de camiones y se enfrenta a Memo tras enterarse de que volvió a ver a Daniela y le cuestiona si hay una aventura. Memo ve a Isabella en el parque y después de asegurarle que no le hizo nada a Olivia, Isabella recupera la confianza de Memo y lo llama papá. Úrsula le confiesa a Macario que espió a Memo mientras él salía con Isabella, pero Memo escucha toda la conversación. |                                                  |                           |                      |
| 63 | «Quiero que seamos amigas»                       | 1 de febrero de 2023      | 3.4                  |
| Úrsula le asegura a Macario que si Memo se atreve a dejarla es capaz de matarlo. Memo busca a Zulema para aclarar todo lo que le dijo a Daniela y confirma que otro hombre fue quien atormentó a Olivia. Daniela lleva a Úrsula al hospital por un malestar repentino con su embarazo y luego de confirmar que todo está bien, Úrsula le confiesa que Daniela nunca le quitará a Memo. |                                                  |                           |                      |
| 64 | «Tu marido tiene otra mujer»                     | 2 de febrero de 2023      | 3.5                  |
| Tras los comentarios de Macario, Chema se queja con Amparo porque no quiere verla con otro hombre, y menos con Eugenio. Daniela le confiesa a Karen que está lista para rehacer su vida con su esposo, pero Karen no soporta la noticia y le revela que Fausto la engaña con otra mujer. |                                                  |                           |                      |
| 65 | «Merece justicia»                                | 3 de febrero de 2023      | —                    |
| Sebastián, se lleva la sorpresa al llegar a su casa y ver que Estefanía continúa en este sitio, pero todo comienza a salirse de control con la reunión que esta última tiene planeada. JuanPa y Sebastián aceptar permanecer en la reunión que realizó Estefanía. Lupita y Gaby acuden a la casa de Sebas para hablar con sus novios, pero quedan sorprendidas al ver la fiesta. Memo, le cuenta a Daniela y Fausto del hombre que tanto daño le hizo a Olivia, pero en medio de los recuerdos, Daniela cree conocer más pistas; Fausto, al tratar de evadir cuestionamientos se delata. Eugenio le pide a su hijo que se olvide de Estefanía por todo el daño que le ha provocado, pero el joven asegura que aún se siente atraído por la chica. |                                                  |                           |                      |
| 66 | «Los muertos no hablan»                          | 6 de febrero de 2023      | —                    |
| Gaby busca a JuanPa para solucionar el malentendido que tuvieron un día antes, pero a la hora de llegar a la casa de Sebas, se lleva una amarga sorpresa por Estefanía, pues ella y su novio están en la cama. Memo llega al reclusorio para hablar con Zulema y seguir con las pistas que lo lleven con el culpable del inmenso dolor de Olivia, pero descubre que su cómplice perdió la vida. Aarón discute con su hermana afuera de la oficina, pero Karen alcanza a escuchar esto y confronta a su ex sobre qué es lo que le oculta. Estefanía, se reencuentra con su mamá y es obligada a seducir a Sebastián por el beneficio económico que este último puede darles. |                                                  |                           |                      |
| 67 | «¡Ya nació mi hijo!»                             | 7 de febrero de 2023      | 3.6                  |
| Mientras Daniela visita a Memo para hablar de Isabella, a Úrsula se le rompe la fuente pero comienza a alucinar con la presencia de César, lo que preocupa a Memo. A punto de entrar al quirófano, Úrsula sigue viendo a César por todos lados, pero esto empeora cuando imagina a Memo en los brazos de Daniela. Luego de las disculpas de Estefanía, Gaby busca a JuanPa para decirle que se equivocó al desconfiar de él y le pide que regresen, pero Juan Pablo cree que lo mejor para ambos es estar lejos. Los planes de Karen salen como lo planeó y es que Daniela descubre que Fausto tiene la camisa manchada de lápiz labial y lo encara, pero él no sabe qué responder. |                                                  |                           |                      |
| 68 | «¡Ese niño no es mío!»                           | 8 de febrero de 2023      | 4.1                  |
| En medio de una cena con su familia y amigos, Karen confiesa que quiere ser madre, dejando a Fausto sorprendido. Úrsula quiere ver a su hijo después de dar a luz, pero cuando lo tiene en sus brazos, lo rechaza porque cree que ha cambiado y comienza a volverse loca. Fausto está celoso de la decisión de Karen de tener un hijo con Aarón y le propone ser el padre del niño. Úrsula le revela a Memo que César no es su primo y que quería quitarle a su hijo. |                                                  |                           |                      |
| 69 | «¡Yo no estoy loca!»                             | 9 de febrero de 2023      | 3.8                  |
| Memo, le confiesa a Macario todo lo que Úrsula ha dicho en medio de su crisis mental. Macario busca a Úrsula y la cachetea por poner en peligro sus planes. Memo descubre que Macario golpeó a Úrsula y decide buscarlo para ponerle un alto, pero todo se sale de control. Úrsula logra tranquilizarse y por fin se encuentra con su hijo, pero está segura que él no es Martin y quiere tirarlo a la basura. Macario convence a Amparo de darle la mitad de sus terrenos a cambio de revelar el secreto de Úrsula. |                                                  |                           |                      |
| 70 | «El matrimonio es legítimo»                      | 10 de febrero de 2023     | 3.5                  |
| JuanPa, despierta sin ropa en la habitación de Grace y ella le hace creer que pasaron una noche de pasión, dejándolo sorprendido. Karen, le asegura a Daniela que juntas van a desenmascarar a Fausto y su amante, por lo que le pide que confíe en ella. JuanPa llega al restaurante para hablar con Gaby, pero la repentina aparición de Grace lo arruina porque confiesa que ella y Juan Pablo son novios. |                                                  |                           |                      |
| 71 | «¡No quiero vivir!»                              | 13 de febrero de 2023     | 4.0                  |
| Gaby reacciona ante la noticia del noviazgo de JuanPa y Grace, por lo que tacha de mala amiga a esta última. JuanPa le pide a Grace que deje de mentir, debido a que no son novios. Amparo, le confiesa a Úrsula que Memo conoce toda la verdad de su pasado, por lo que Úrsula no puede controlar sus impulsos e intenta huir con Martín. Sebas entra a la habitación de Isabella y encuentra a Karen besándose con Fausto. Memo llega al hospital y enfrenta a Úrsula por haberle mentido acerca de su relación con César. |                                                  |                           |                      |
| 72 | «La verdad siempre sale a la luz»                | 14 de febrero de 2023     | 3.9                  |
| Pese a la negativa, Úrsula llega a un hospital de enfermedades mentales, pero todo empeora porque pierde el control. Sebas sigue los pasos de su hermana y la descubre en los brazos de Fausto, motivo que lo tiene decepcionado. Memo acepta a Martín como hijo suyo, a pesar de todas las mentiras de Úrsula y Daniela se conmueve por el noble acto de Memo. Memo le confiesa a Daniela que Karen es la amante de Fausto y ella no puede creer la traición de la que se decía ser su "mejor amiga". |                                                  |                           |                      |
| 73 | «Está usted detenida»                            | 15 de febrero de 2023     | 4.0                  |
| Luego de varios obstáculos en su relación, Daniela y Memo logran consumar su amor en medio de la naturaleza. Aarón, aparece en la fonda de Martina para entregarle a Daniela la demanda que Fausto puso en su contra por sustraer a Isabella de su hogar. Karen, confirma que está embarazada y busca asesoría legal para impugnar el testamento de los Beltrán y quedarse con la herencia. Daniela llega a su casa y confirma lo que le dijo Memo sobre la relación de su esposo con Karen, pero alcanza a escuchar que esta última está embarazada. |                                                  |                           |                      |
| 74 | «Nuestro matrimonio fue una cárcel»              | 16 de febrero de 2023     | 4.3                  |
| Daniela, confronta a Karen y Fausto por su romance, al principio ellos lo niegan pero luego lo confiesan todo. Karen, le revela a Daniela que ella hizo que abortara a sus bebés y en medio de la discusión, Karen arroja a Daniela por las escaleras. Karen huye para que no la vinculen con el crimen de Daniela, pero Aarón promete matarla para que sigan juntos con sus planes. Fausto entra a la habitación de Daniela, pero cuando intenta matarla, ella se despierta. |                                                  |                           |                      |
| 75 | «No te des por vencida»                          | 17 de febrero de 2023     | 12.1                 |
| Los planes de Karen están en peligro, luego que ella pierde a su bebé debido al estrés al que está sometida. JuanPa perdona a Gaby por las imágenes de ella en ropa interior, Gaby le explica que todo fue parte del trabajo que consiguió, pero se niega a volver con JuanPa. Amparo y Eugenio superan los obstáculos en su relación y deciden entregarse a la pasión. Amparo y Eugenio superan los obstáculos en su relación y deciden entregarse a la pasión. |                                                  |                           |                      |
| 76 | «No me acuerdo de nada»                          | 20 de febrero de 2023     | 4.1                  |
| Daniela despierta tras el accidente que Karen le provocó, pero no reconoce gran parte de su vida, incluyendo a Memo. Estefanía le advierte a Macario de lo que Sebastián quiere hacer con su hija. Macario busca a Sebastián y arremete en su contra. Daniela regresa a casa, luego del accidente, pero deja sorprendido a todos por besarse con Fausto. |                                                  |                           |                      |
| 77 | «Ayúdame a recuperar mi vida»                    | 21 de febrero de 2023     | 4.0                  |
| Memo visita a Úrsula en el hospital en el que se encuentra, pero en un momento de lucidez, Úrsula confiesa qué ocurrió con César y las razones para mantener su matrimonio en secreto. Fausto, le advierte a Karen que prefiere mantener su relación con Daniela porque con la pérdida de memoria puede manipularla como él lo desea. Daniela, busca a Memo para aclarar lo que ha pasado con Olivia, pero entre toda la información, está dispuesta a conocer la verdad. Fausto evita que Macario se salga con la suya vendiendo los terrenos a otra persona, y es que le muestra los pagarés que firmó. Macario podría perder la oportunidad de ser millonario. |                                                  |                           |                      |
| 78 | «¿Por qué me enamoré de ti?»                     | 22 de febrero de 2023     | 3.8                  |
| Fausto, le miente a Daniela de las razones de su separación y le asegura que ella fue otra víctima de Memo. Estefanía no soporta haber perdido todo y arremete en contra de Sebastián, dejándolo sin nada para la presentación con los inversionistas. Grace, amenaza a JuanPa al decirle que ella es menor de edad y él se aprovechó. Ante el miedo, JuanPa sorprende a Gaby al reconocer a Grace como su pareja. Fausto visita a Úrsula para pedirle que borre el audio en el que acepta que mandó a matar a Memo; Úrsula le ofrece un trato para sacarla del psiquiátrico. |                                                  |                           |                      |
| 79 | «¿Dónde está Martín?»                            | 23 de febrero de 2023     | 8.0                  |
| Macario entra a casa de Santos para robar a Martín y lo lleva a casa de Yolanda. Aarón teme que la vida de su hermana esté en peligro y amenaza a Karen con revelar que intentó matar a Daniela. Úrsula discute con Amparo sobre su hijo y descubren que no está en su cuna. Daniela y Memo llegan donde está Sandra, pero esta última se niega a hablar por las amenazas de Aarón. |                                                  |                           |                      |
| 80 | «Mil veces me volvería a enamorar de ti»         | 24 de febrero de 2023     | 3.9                  |
| Úrsula da con el paradero de Macario y le dispara por haber hecho que la enviaran a la clínica psiquiátrica. En medio de una cena con Memo y luego de un beso, Daniela comienza a recordar lo que pasaron juntos. Fausto aleja a Isabella de todo. Amparo y Úrsula llegan a casa de Yolanda para encontrar a Martín, pero la presencia de Grace sorprende a Amparo. Yolanda revela la relación que tiene con Macario desde hace años y de la que Grace es producto. |                                                  |                           |                      |
| 81 | «Muerto el perro se acabó la rabia»              | 27 de febrero de 2023     | 3.9                  |
| Aarón encuentra a Fausto en su casa y luego de una discusión, Fausto arremete en contra de su empleado por traicionarlo. Memo, recibe una carta de Aarón en la que cuenta toda la verdad sobre lo que hizo Fausto con Isabella. Grace, le anuncia a su madre que se va lejos de ella y de Macario con todo el dinero de la venta de los terrenos, Yolanda de coraje le cuenta a JuanPa que Grace le mintió sobre la noche que pasaron juntos. Úrsula encuentra a Memo y Daniela besándose, pero lejos de enfurecer, acepta la relación que estos han iniciado. |                                                  |                           |                      |
| 82 | «Se te acabó el camino»                          | 28 de febrero de 2023     | 3.9                  |
| Úrsula, aprovecha la visita de Daniela en casa de los Santos para tenderle una trampa dañando su auto y así lograr la separación definitiva de Memo. Sebastián no soporta mentir más frente a su padre y le confiesa que Karen y Fausto son amantes, Eugenio se queda impactado por la noticia. Eugenio, le informa a Daniela que tras su divorcio ella podría quedarse a cargo de la fortuna de Rogelio Beltrán, dejándola sin palabras porque desconocía de este testamento. Gaby, recibe la noticia que Grace es su media hermana y no soporta la mentira de su padre. En medio de la crisis, Gaby maneja la camioneta de Daniela sin imaginarse el grave accidente que sufrirá al lado de JuanPa y Sebas. |                                                  |                           |                      |
| 83 | «¡Mi pierna!»                                    | 1 de marzo de 2023        | 4.0                  |
| Daniela, le advierte a Fausto que si Isabella no regresa con ella, nunca le dará la herencia que le pertenece. Gaby, JuanPa y Sebastián son rescatados de su accidente. Sebastián es declarado muerto, pero Memo insiste hasta que vuelve a mostrar signos vitales. JuanPa despierta en el hospital y descubre que le amputaron una pierna. Karen, acusa a Gaby de asesina y pide que la lleven a la cárcel. A pesar de la oposición, Gaby es esposada por la policía. |                                                  |                           |                      |
| 84 | «Acabas de cavar tu tumba»                       | 2 de marzo de 2023        | 4.0                  |
| Gabriela, recibe la visita de Amparo ahora que está en la cárcel y lamenta por la pesadilla que está pasando. Memo, encuentra a Fausto afuera de la cocina de Martina y escucha los planes que tiene sobre el lugar. Memo no soporta la situación y arremete en contra de Fausto, pero no se imagina que Isabella está cerca. JuanPa culpa a Gaby por la terrible pesadilla que está pasando, pero a pesar de todo, reconoce que la sigue amando. Úrsula, aprovecha la distracción de Néilda para preparar la mamila de Martín y colocar peligrosas sustancias, sin imaginar lo que se avecina. |                                                  |                           |                      |
| 85 | «Todo nos está saliendo mal»                     | 3 de marzo de 2023        | 3.9                  |
| Eugenio, encuentra a Fausto en el hospital y le reclama por la relación que tiene con Karen, Fausto le asegura que no es el único culpable y le anuncia que planea darle un nieto junto a Karen. Eugenio debe pensar en la posibilidad de desconectar a Sebas, y aunque se niega, también recibe consejos para donar los órganos y salvar más vidas. Amparo está desconsolada al enterarse de que Gaby fue trasladada al reclusorio, Juan Pablo le pide a Eugenio que no haga nada para sacar a Gaby de ese lugar, ya que debe pagar por lo que hizo. Luego de los consejos de Macario, Yolanda logra comunicarse con Daniela y le asegura que podrá volver a ver a su hija a cambio de una fuerte suma de dinero. |                                                  |                           |                      |
| 86 | «Quiero que seamos una familia feliz»            | 6 de marzo de 2023        | 3.9                  |
| Macario, se presenta en casa de Daniela para pedirle una fuerte suma de dinero a cambio de que vuelva a tener a Isabella en sus brazos. Después de salvarla, Daniela le explica a Isabella la razón por la que no sigue al lado de Fausto y le deja claro que su relación con Memo la hizo salir adelante. Fausto, encuentra a Macario para hacerlo firmar todo sobre los terrenos del parador, pero Macario le pide una oportunidad y Fausto lo pone a prueba al exigirle que elimine a Yolanda. Macario apunta a Yolanda por las indicaciones de Fausto y está listo para acabar con ella. |                                                  |                           |                      |
| 87 | «¡Soy una mujer libre!»                          | 7 de marzo de 2023        | 4.0                  |
| Macario vuelve a casa de Yolanda y recibe una fuerte amenaza por parte de esta última, debido a que intentó quitarle la vida. Pese al dolor que le provoca, Amparo cede sus terrenos a Fausto para poder pagar un buen abogado para Gaby. En una de las visitas de Lupita a casa de los Zambrano, Karen le pide a la joven que se despida de Sebastián porque está segura que será desconectado. Karen, recibe el resultado de la auditoría y confirma que Fausto hizo negocios sucios en la constructora, más tarde, recibe un video de despedida de Aarón, en el que señala a Fausto por un grave crimen. |                                                  |                           |                      |
| 88 | «Te amo hasta la muerte»                         | 8 de marzo de 2023        | 3.9                  |
| Fausto, acepta frente a Karen que él provocó el accidente del helicóptero en el que sus padres perdieron la vida. Karen asegura que eso no le preocupa y está dispuesta a casarse con él. Sandra da con la ubicación de Memo y está lista para contar la verdad sobre Fausto, pero esto se ve interrumpido por Úrsula. Fausto encuentra a Sandra en la fonda de Amparo y pretende acabar con ella, pero Sandra aprovecha la distracción para escapar. Después de varios meses, JuanPa visita a Gaby en el reclusorio, pero solo es para recalcarle que su sentencia se dictará muy pronto. |                                                  |                           |                      |
| 89 | «¡Úrsula la va a pagar!»                         | 9 de marzo de 2023        | 4.1                  |
| Karen aparece en la casa de Daniela y revela que se casó con Fausto. Daniela recuerda que Karen acabó con sus posibilidades de ser madre y la abofetea. JuanPa recibe su pierna ortopédica, pero pierde la esperanza al primer intento. Martín está en el hospital por la sustancia que le dio Úrsula. Con un día de casados, Fausto evita a Karen y se acuesta con Úrsula. |                                                  |                           |                      |
| 90 | «Ni la muerte nos podrá separar»                 | 10 de marzo de 2023       | 4.0                  |
| JuanPa se entera de que le cortaron los frenos al camión y Úrsula podría ser la culpable. Fausto obtiene la custodia de Isabella y le revela que nunca la amó. JuanPa va a la prisión a disculparse con Gaby. Úrsula toma como rehén a Memo y prende fuego a la cabaña para que mueran juntos. |                                                  |                           |                      |
| 9192 | «Yo nunca pude ser feliz»«El amor nunca termina» | 12 de marzo de 2023       | 4.0                  |
| Memo logra desatarse y escapar de la cabaña, pero Úrsula no corre con la misma suerte y arde en llamas. Eugenio, descubre que Karen es cómplice de todas las maldades de Fausto. Ante la noticia, Eugenio llama a Karen para asegurarle que la desprecia. Daniela llega a su cita con Karen para recuperar a Isabella, pero todo se sale de control y Zambrano termina sin vida al caer de un edificio en construcción. Gaby sale de prisión, y tras reencontrarse con su familia, habla con JuanPa para asegurarle que está dispuesta a luchar por su amor. Sebas es desconectado, pese al dolor de sus seres queridos, pero un milagro ocurre cuando da signos de vida. Memo da con la ubicación de Fausto y lo hace pagar por todos los problemas que le hizo pasar. Después de una discusión, Fausto tienen que enfrentar a las autoridades. Luego de tantos obstáculos, Daniela llega al altar para casarse con Memo y por fin formar una familia con Isabella y Martín. Daniela y Memo celebran su amor en compañía de sus seres queridos. En un momento íntimo, prometen cuidar de su relación y ser felices para siempre. |                                                  |                           |                      |

Nota
1. ↑  Este episodio se pre-estrenó el 4 de noviembre de 2022 a través de Vix, la página, app y redes sociales oficiales —incluido el canal de Youtube y cuenta oficial de Facebook— de Las Estrellas.[10]

## Producción
En mayo de 2022, se reportó que Nicandro Díaz González estaría interesado en producir una versíón mexicana de la historia chilena El camionero, comenzando con la selección de reparto para la producción. El 6 de julio de 2022,  Susana González, Gabriel Soto, Mark Tacher y Ximena Herrera fueron elegidos para ser los roles estelares, teniendo como título provisional Los caminos del amor, además de comenzar la producción de la telenovela. El rodaje en exteriores de la telenovela inició el 25 de julio de 2022, en una locación al sur de la Ciudad de México. El 23 de agosto de 2022, la telenovela inició rodaje en estudio, además de realizarse una misa en el foro 8 de TelevisaUnivision San Ángel y se confirmó el nombre Mi camino es amarte como título oficial de la telenovela. El rodaje de la telenovela culminó el 10 de enero de 2023.

## Audiencias
| Temporada | Horario (CT)                                                           | Episodios | Primera emisión        | Primera emisión      | Última emisión      | Última emisión       | Prom. de espectadores (millones) |
| Temporada | Horario (CT)                                                           | Episodios | Fecha                  | Audiencia (millones) | Fecha               | Audiencia (millones) | Prom. de espectadores (millones) |
| --------- | ---------------------------------------------------------------------- | --------- | ---------------------- | -------------------- | ------------------- | -------------------- | -------------------------------- |
| 1         | Lunes a viernes 20:30 - 21:30 h. Domingo 20:30 - 23:00 h. (eps. 91-92) | 91        | 7 de noviembre de 2022 | 3.2                  | 12 de marzo de 2023 | 4.0                  | 3.7                              |

## Premios y nominaciones

### TV Adicto Golden Awards 2022
| Categoría                                                   | Nominados              | Resultado |
| ----------------------------------------------------------- | ---------------------- | --------- |
| Mejor actuación infantil                                    | Camille Mina           | Ganadora  |
| Mejor primer actor                                          | Alberto Estrella       | Ganador   |
| Mejor estrella masculina                                    | Gabriel Soto           | Ganador   |
| Mejor protagonista femenina                                 | Susana González        | Ganadora  |
| Mejor dirección de arte                                     | Claudia Hale           | Ganadora  |
| Mejor telenovela mexicana transmitida en televisión abierta | Nicandro Díaz González | Ganador   |

### Premios PRODU 2023
| Categoría                                            | Nominados              | Resultados |
| ---------------------------------------------------- | ---------------------- | ---------- |
| Mejor telenovela                                     | Nicandro Díaz González | Pendiente  |
| Mejor productor de ficción - Superserie y telenovela | Nicandro Díaz González | Pendiente  |